# Al-Mudżajdil (Syria)
Al-Mudżajdil (arab. المجيدل) – wieś w Syrii, w muhafazie Dara. W 2004 roku liczyła 598 mieszkańców.